# Udo Schnelle
Udo Schnelle (* 8. September 1952 in Nauen) ist ein deutscher evangelischer Theologe, Professor (em.) für Neues Testament an der Theologischen Fakultät der Martin-Luther-Universität Halle-Wittenberg und bekannt als Verfasser mehrerer theologischer Einführungswerke, die in verschiedene Sprachen übersetzt wurden.

## Leben und Wirken
Er studierte von 1974 bis 1979 an der Georg-August-Universität Göttingen, wo er 1981 promoviert wurde und sich 1985 habilitierte. 1984 bis 1986 war er Pastor der ev.-luth. Kirchengemeinde Gieboldehausen bei Göttingen. Von 1986 bis 1992 war er Professor für Neues Testament an der Universität Erlangen-Nürnberg, von 1992 bis 2017 lehrte er in Halle. Von 2014 bis 2015 war er der Präsident der neutestamentlichen Forschungsgesellschaft Studiorum Novi Testamenti Societas (SNTS).
2019 wurde ihm der Hermann-Sasse-Preis für theologische Literatur verliehen.
Er ist der Herausgeber des Neuen Wettstein, einer umfänglichen Sammlung griechisch-römischer Parallelen zum Neuen Testament. Schwerpunkte seiner Arbeit sind neben der Einleitungswissenschaft vor allem Paulus, Johannes und die Geschichte des frühen Christentums. Dabei steht eine Frage im Vordergrund: Wie konnte aus der kleinen Jesusbewegung in Galiläa und Jerusalem innerhalb sehr kurzer Zeit eine fast im gesamten römischen Reich agierende neue und eigenständige Religionsgemeinschaft entstehen?
Drei Faktoren spielten hier eine entscheidende Rolle:
 1) Das frühe Christentum war von Anfang an eine vielgestaltige, plurale Bewegung. Diese Pluralität sicherte das Überleben, denn wenn eine Richtung (z. B. die Urgemeinde) unterging, bedeutete dies nicht das Ende der ganzen Bewegung.
 2) Ereignis- und Ideengeschichte bildeten mit dem Beginn des frühen Christentums eine Einheit; Ereignisse riefen theologische Deutungsleistungen hervor und Ideen machten Geschichte.
 3) Erstaunlich sind die hohe Literaturproduktion der neuen Bewegung und die damit verbundenen denkerischen und kulturellen Leistungen. Man schuf Literatur und bewegte sich in Literatur, so dass das frühe Christentum auch als ein Bildungsphänomen begriffen werden muss. Dabei entstand relativ früh eine eigenständige neue Identität und das sich bildende Christentum verfügte gleichermaßen über eine charismatische, soziale und intellektuelle Anziehungskraft.

## Publikationen (Auswahl)
- Gerechtigkeit und Christusgegenwart. Vorpaulinische und paulinische Tauftheologie (Göttinger theologische Arbeiten 24). 2. durchges. Auflage. Vandenhoeck & Ruprecht, Göttingen 1986, ISBN 3-525-87375-1.
- Antidoketische Christologie im Johannesevangelium. Eine Untersuchung zur Stellung des vierten Evangeliums in der johanneischen Schule (Forschungen zur Religion und Literatur des Alten und Neuen Testaments 144). Vandenhoeck & Ruprecht, Göttingen 1987, ISBN 3-525-53823-5.
- Wandlungen im paulinischen Denken. (Stuttgarter Bibelstudien 137). Verlag Katholisches Bibelwerk, Stuttgart 1989, ISBN 3-460-04371-7.
- Neutestamentliche Anthropologie. Jesus – Paulus – Johannes. (Biblisch-theologische Studien 18). Neukirchener Verlag, Neukirchen-Vluyn 1991, ISBN 3-7887-1394-1.
- (Hrsg.:) Reformation und Neuzeit. 300 Jahre Theologie in Halle. De Gruyter, Berlin/New York 1994, ISBN 3-11-014588-X.
- Das Evangelium nach Johannes (Theologischer Handkommentar zum Neuen Testament 4). 5. neu bearbeitete Auflage. Evangelische Verlagsanstalt, Leipzig 2016, ISBN 978-3-374-04317-0.
- (Hrsg.): Neuer Wettstein: Texte zum Neuen Testament aus Griechentum und Hellenismus. Bd. 1: Texte zum Johannesevangelium. Teilband 2. De Gruyter, Berlin/New York 2001, ISBN 3-11-016807-3.
- Paulus. Leben und Denken. 2. überarb. u. erweiterte Auflage. De Gruyter, Berlin/New York 2014, ISBN 978-3-11-030157-1.
- Einführung in die neutestamentliche Exegese. 8. durchges. u. erw. Auflage. Vandenhoeck & Ruprecht, Göttingen 2014, ISBN 978-3-8252-4067-7.
- Einleitung in das Neue Testament. 9. durchgesehene Auflage. Vandenhoeck & Ruprecht, Göttingen 2017, ISBN 978-3-8252-4812-3.
- Theologie des Neuen Testaments. 3. neubearbeitete Auflage. Vandenhoeck & Ruprecht, Göttingen 2016, ISBN 978-3-8252-4727-0.
- Die ersten 100 Jahre des Christentums: 30–130 n.Chr. 3. neubearbeitete Auflage. Vandenhoeck & Ruprecht, Göttingen 2019, ISBN 978-3-8252-5229-8.
- Die getrennten Wege von Römern, Juden und Christen. Mohr Siebeck, Tübingen 2019, ISBN 978-3-16-156826-8.